# Yoson An
Yoson An (chinesisch 安柚鑫, Pinyin Ān Yòuxīn, Jyutping On1 Jau2jam1; * 23. Juni 1992 in Macau) ist ein chinesischstämmiger neuseeländischer Schauspieler. Seine Filmkarriere begann er mit Nebenrollen in den Filmen Meg und Mortal Engines: Krieg der Städte. 2018 wurde An für die männliche Hauptrolle des Chen Honghui im 2020 erschienen Abenteuerfilms Mulan gecastet.

## Filmografie (Auswahl)
- 2013: Ghost Bride
- 2018: Meg (The Meg)
- 2020: Mulan
- 2023: Plane
- 2024: Five Blind Dates
- 2025: Heart Eyes – Der Pärchen-Killer (Heart Eyes)
- 2025: Shadow Force – Die letzte Mission (Shadow Force)